# Cessenon-sur-Orb
Cessenon-sur-Orb ist eine französische Gemeinde mit 2390 Einwohnern (Stand 1. Januar 2022) im Département Hérault in der Region Okzitanien.

## Geschichte
Das Gebiet um die Gemeinde Cessenon-sur-Orb ist seit prähistorischer Zeit besiedelt. Unweit von Lugné wurden Dolmen, Grabhügel und Feuersteine gefunden.
Aus römischer Zeit stammen die Überreste von Amphoren, Gräbern, Grabreliefs und Villen. Dann stand der Ort unter dem Einfluss der Westgoten und dann der Sarazenen, die muslimische Gräber, Norias und Wasserschöpfwerke hinterließen.
Die Zeit des Mittelalters jedoch hinterließ die meisten Spuren in Form der Stadtmauer und des Bergfrieds – heute Wahrzeichen des Ortes – sowie einer großen Anzahl von Handschriften.
Die Kastellanei, deren Hauptstadt Cessenon war, erstreckte sich einst über 29.805 Hektar mit insgesamt 15 Dörfern und Ansiedlungen.
Das Schloss bzw. die Burg, wurde jedoch 1633 endgültig zerstört, nach der Verordnung vom 6. Oktober von Louis XIII. und Richelieu. Die Ruinen des Bergfrieds thronen heute im Herzen des oberen Ortes.

## Bevölkerungsentwicklung
| Jahr                       | 1962 | 1968 | 1975 | 1982 | 1990 | 1999 | 2010 | 2017 |
| Einwohner                  | 2072 | 2025 | 1736 | 1600 | 1602 | 1730 | 2066 | 2284 |
| Quellen: Cassini und INSEE |      |      |      |      |      |      |      |      |

## Wirtschaft
Zu jener Zeit waren die wichtigsten Einnahmequellen Landwirtschaft und Viehzucht.
Die Felder in der Ebene des Flusses Orb eigneten sich für den Getreideanbau und boten fruchtbare Weiden für Tiere, vor allem Schafe und Ziegen.
Ein großer Teil der Flächen diente dem Obstanbau und für Anpflanzungen von Olivenbäumen.
Ursprünglich wurden nur die am schwierigsten zu bewirtschaftenden Flächen für den Weinanbau verwendet, doch nachdem die strengen Winter von 1709 und 1789 nahezu alle Olivenbäume – deren Öl eine der Haupteinkommensquellen war – vernichteten, wurde nach und nach den für extreme Bedingungen weniger anfälligen Weinreben der Vorzug gegeben.
Cessenon erfuhr große Veränderungen durch die industrielle Revolution mit der Errichtung von Manufakturen für Bettwäsche (ab 1720), die – bis zum allmählichen Niedergang in der Mitte des neunzehnten Jahrhunderts – mit großer Begeisterung angenommen wurden.
Zur gleichen Zeit wurden die Weinbauern gezwungen, die Überproduktion des Weines zu destillieren.
Zunächst wurde diese Arbeit nur von fahrenden Brennern („brûleurs“) gemacht, die mit ihrer Destillerie durch die Dörfer zogen, bis um 1810 kleine, fest installierte Brennereien eingerichtet wurden.
Cessenon-sur-Orb verfügt über Vorkommen an mineralischen Rohstoffen: Marmor, Sandstein, Braunkohle und Ton.
Der Abbau des sehr seltenen roten Marmors bei Coumiac, der es bis ins „Rote Zimmer“ des Weißen Hauses in Washington, DC. gebracht hat, wurde vom 15. Jahrhundert bis 1975 betrieben.
Der wichtigste Rohstoff aber war der Ton, der zum Bauen genutzt wurde und nach 1860 bis 1955 in der Ziegelei Cathala-Riche in unmittelbarer Nähe gebrannt wurde.
Die Produktion wurde über das zwischenzeitlich stillgelegte Schienennetz nach Béziers verladen.

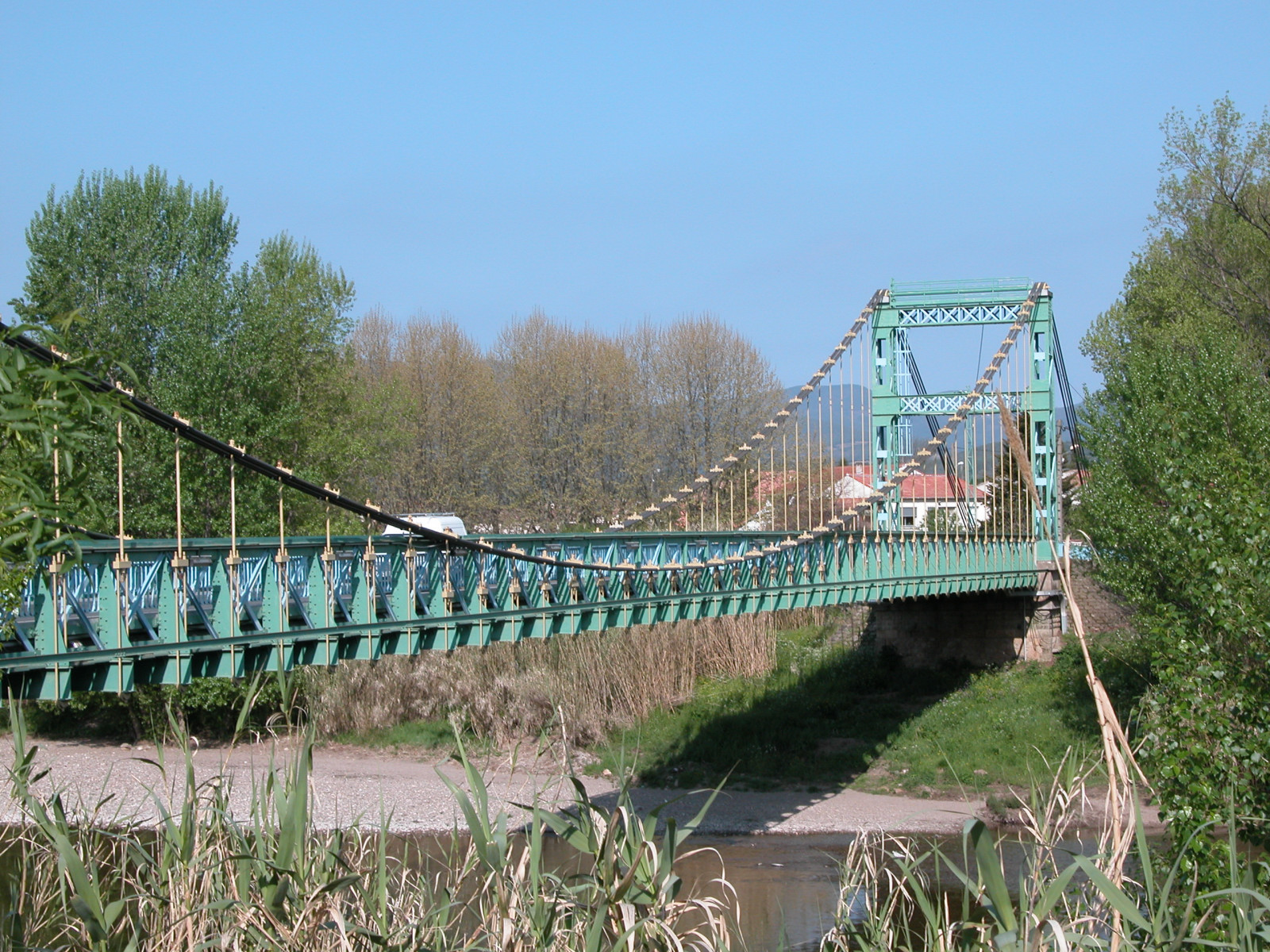
Brücke über den Orb

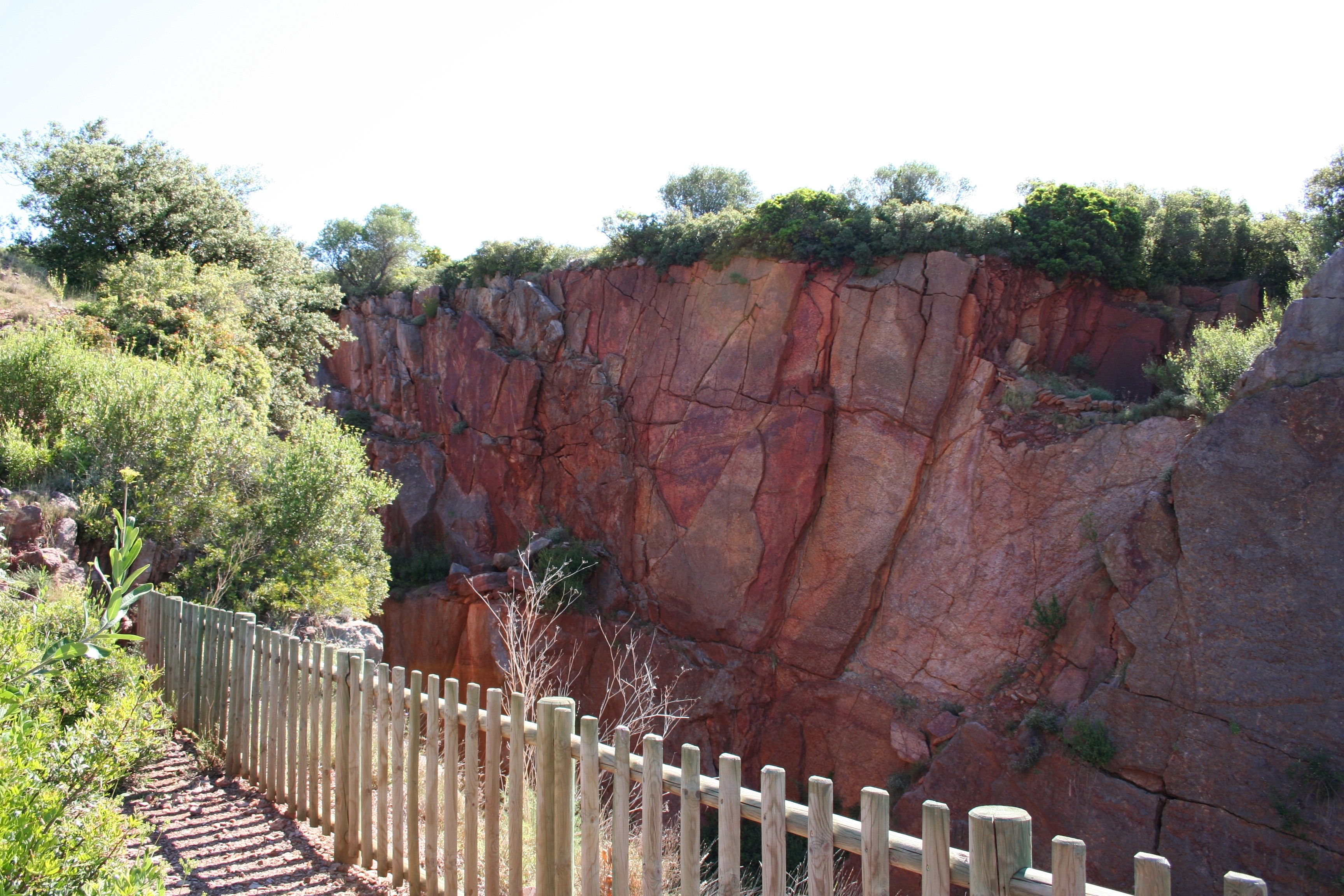
Steinbruch Coumiac im roten Kalkstein

Die heutige Wirtschaft von Cessenon-sur-Orb lebt im Wesentlichen von Weinbau und vom Tourismus.
Das Weinanbaugebiet besteht aus zwei Teilen: die AOC (AOC Saint-Chinian und AOC Côteaux du Languedoc) und den Feldern, auf denen einfache Landweine (Vin de pays des Cessenon und Vin de Pays de l’Hérault) produziert werden. Auch wird ein großer Teil der Produktion zum Verschnitt exportiert.
Einen wichtigen Teil der Einnahmen liefert mittlerweile der Tourismus mit dem Campingplatz am Ufer des Flusses Orb, einer Kanu- und Kajakschule, den Festtagen am 14. Juli und am 15. August, und den zahlreichen Freizeitangeboten (Baden, Wandern, Reiten u. a.).

## Sehenswürdigkeiten
Cessenon verfügt mit Coumiac über eine außergewöhnliche geologische Formation, wo man Fossilien in kirschrotem „Marmor“ bestaunen kann.
Weitere Sehenswürdigkeiten der Gemeinde sind der Dolmen von Lugné, die Kirche aus dem 14. Jahrhundert mit dem angrenzenden Marktplatz, die Festung, der Glockenturm, der letzte Überrest des Schlosses mit seiner Kirche aus dem XII. Jahrhundert und die Brücke über den Orb.